# Sinkó Ervin
Sinkó Ervin (szül. Spitzer Franjo, Apatin, 1898. október 5. – Zágráb, 1967. március 26.) magyar-jugoszláv költő, író, irodalomtörténész. Elsősorban két regénye, az első világháborúról és az utána következő forradalmakról szóló Optimisták és a nyugati és moszkvai emigráció élményeit feldolgozó Egy regény regénye révén ismert.

## Élete

### Magyarországon
1898. október 5-én Apatinban született zsidó családban. Édesapja Spitzer Ferenc kereskedő volt, anyja Steiner Flóra. Ervin Szabadkán és Szegeden járt iskolába. 1914-ben és a következő évben az MSZDP szabadkai szervezetéhez tartozott, illetve a Munkásotthon könyvtárosaként, és a Bácsmegyei Napló munkatársaként dolgozott. 1916-ban különböző lapok; a szociáldemokrata Népszava, és Kassák lapjai, A Tett és a Ma közölte Sinkó Ady és Nietzsche hatását mutató verseit. Ekkor jelent meg első kötete is, majd a következő két évben az orosz fronton harcolt. 
A Kassák-körből kiváló értelmiségi csoport (Révai József, György Mátyás, Lengyel József, Komját Aladár, Hevesi Gyula, Rothbart Irma) egyik tagja volt. Részt vett a forradalmi szocialisták munkájában, 1918-ban tagja lett a Vasárnapi Körnek. Az őszirózsás forradalom idején az Országos Propaganda Bizottság munkatársa volt, majd részt vett 1918. november 24-én a KMP megalapításában. 1919-ben szerepe volt az Internacionálé című lap megalapításában, s Újpest párttitkáraként működött. A Magyarországi Tanácsköztársaság idején a VI. kerületi munkástanács és a Budapesti Központi Forradalmi Munkás- és Katonatanács tagja volt. 1919. május 2-a és 18-a között Kecskemét városparancsnoka, az 1919. június 24-i forradalom napján pedig a Szovjetház védője.

### Távol Magyarországtól
A kommün bukásakor a román fronton harcolt, majd szeptemberben az osztrák fővárosba ment. Hamarosan visszatért szülővárosába, s feleségével 1920-ban és 1921-ben itt rejtőzködött, ám felismerték és Ausztriába internálták. 1921-től 1926-ig Bécsben volt asztalos, illetve filmstatiszta és inkasszáns. Alapítója és főmunkatársa volt a Testvér című lapnak (1924–1925). 1926-ban és a következő évben Szarajevóban, Grazban, és Bécsben élt, s munkatársa volt a Korunknak, a Nyugatnak, illetve a Századunknak. 
Optimisták című művét 1928-ban kezdte el írni Bácsszentivánon. Ekkor Zürichbe ment, majd visszaköltözött Bécsbe, 1933-ban Párizsban telepedett le. Innen két év múlva a szovjet fővárosba ment, majd újabb két év elteltével (1937-ben) visszatért a francia fővárosba. A második világháború első két évében orvosnő feleségével Bácsszentivánon lakott. Zágráb városában ismerte meg Miroslav Krležát. 1941 és 1943 között Szarajevóban, Drvarban és Splitben élt, bujdosott az üldöztetések elől. Az illegális Népfelszabadító Bizottság elnökévé tették meg, majd Horvátország Antifasiszta Népfelszabadító Tanácsának volt küldöttje Rab szigetének kiürítési bizottságában. 
1943-tól két éven át népoktatással foglalkozott különböző partizán mozgókórházakban. Miután mind felesége, mind ő leszerelt, Zágrábba költöztek. Sinkó a népjóléti és tanügyi minisztérium, illetve a horvát állami könyvkiadó munkatársa volt, s a Krleža által irányított Lexikográfiai Intézet is alkalmazta. 1959-ben Újvidéken az egyetem bölcsészeti karán magyar tanszéket hozott létre. Haláláig felváltva élt Újvidéken, illetve Zágrábban. Zágrábban temették el.
1945-ben lett a Horvát Írószövetség tagja, 1951-ben a zágrábi Tudományos és Művészeti Akadémia levelező, 1960-ban rendes tagja.

## Művei
- Éjszakák és hajnalok; Hungária Ny., Szabadka, 1916
- A fájdalmas Isten (J. Fischer Verlag, Bécs, 1923)
- Csetrnaest dana. Rroman (Tizennégy nap); horvátra ford. E. Cs.; Nakladni Zavod Hrvatske, Zagreb, 1947
- A vasút. Riportregény az ifjúsági vasútvonalról; Híd, Szubotica, 1948 (Jugoszláviai magyar írók)
- O szramoti beszramnih ili szpektakularno uszkrsznuce oca eszcobara. Marginalija uz Budimpestanski procesz; Glas Rada, Zagreb, 1949
- Tizennégy nap. Regény; Testvériség-Egység, Noviszád, 1950
- Szablaszt kruzsi Evropom. Cslanci, raszprave i predavanja 1948-1951; Drzsavno izdavacsko poduzece Hrvatske, Zagreb, 1951
- Aronova ljubav. Lirska pripovijetka (Áron szerelme); horvátra ford. Enver Csolakovic; Zora, Zagreb, 1951 (Mala biblioteka)
- Kísértet járja be Európát. Írások és előadások (1948–1951); Magyar Szó, Noviszád, 1952
- Elítéltek. Dráma (Testvériség-Egység, Újvidék, 1953)
- A mi második forradalmunk; Testvériség-Egység Kiadó, Újvidék, 1953
- Optimisták. Történelmi regény 1918/19-ből, 1-2.; Testvériség-Egység, Újvidék, 1953-1955; első magyarországi kiadás: Magvető Könyvkiadó, 1965
- Egy regény regénye. Moszkvai naplójegyzetek, 1935-1937; Forum, Novi Sad, 1961
- Magyar irodalom. Tanulmányok. 1. köt.; Forum, Szubotica, 1961
- Aegidius útra kelése és más történetek (Fórum, Újvidék, 1963)
- Epikurosz hervadt kertje (Fórum, Újvidék, 1964)
- Csokonai életműve; Forum, Novi Sad, 1965
- Don Quijote útjai. Esszék, tanulmányok, elbeszélések; vál., bev., jegyz. Bretter György; Kriterion, Bukarest, 1975 (Téka)
- Honfoglalás előtt. Naplófeljegyzések 1939-től 1942-ig; sajtó alá rend., utószó, jegyz. Bosnyák István; Forum, Újvidék, 1976 (Hagyományaink)
- Vándorbotom meg-megtorpan. Válogatott versek; vál., utószó Bori Imre; Forum, Újvidék, 1977 (Hagyományaink)
- Szemben a bíróval. Válogatott tanulmányok; vál., szerk. Sükösd Mihály, bibliogr. Bosnyák István; Gondolat, Bp., 1977
- Tizennégy nap; Forum–Gondolat, Novi Sad–Bp., 1982 (Jugoszláviai magyar regénykönyvtár)
- Szemben a bíróval; előszó, jegyz. Szigethy Gábor; Magvető, Bp., 1983 (Gondolkodó magyarok)
- Egy regény regénye. Moszkvai naplójegyzetek, 1935–1937; sajtó alá rend., jegyz. Bosnyák István; Forum, Újvidék, 1985 (Sinkó Ervin művei)
- Krleža. Esszék, tanulmányok, kommentárok (Fórum, Újvidék, 1987)
- Áron szerelme. Kisregények (Fórum, Újvidék, 1989)
- Az út. Naplók, 1916–1939; szerk. József Farkas, Illés László, jegyz., bibliográfia Bosnyák István; Akadémiai, Bp., 1990 (Irodalom, szocializmus)
- A hontalanság énekei. Kiadatlan versek 1914–1967 (Jugoszláviai Magyar Művelődési Társaság, Újvidék, 1999)
- Bezúzott háborús napló 1939–1944 (Jugoszláviai Magyar Művelődési Társaság, Újvidék, 2000)
- Az idegen. Novellák és elbeszélések, 1925–1964; gyűjt., sajtó alá rend., előszó, jegyz.,, bibliogr. Bosnyák István; JMMT, Újvidék, 2001 (A Jugoszláviai Magyar Művelődési Társaság kiskönyvtára Sinkó Ervin kiadatlan művei)
- Sinkó Ervin levelezése, 1-2.; sajtó alá rend., jegyz. Kovács József; Argumentum, Bp., 2001-2006
- Magyar irodalom. 3. könyv. Hagyatéki tanulmányok, cikkek, kritikák, 1922–1966; gyűjt., sajtó alá rend., előszó, jegyz., bibliogr. Bosnyák István; JMMT, Újvidék, 2004 (A Jugoszláviai Magyar Művelődési Társaság kiskönyvtára. Sinkó Ervin kiadatlan művei)
- Világirodalmi esszék. Hagyatéki írások, 1916–1939; gyűjt., sajtó alá rend., szöveggond., jegyz., bibliográfia Bosnyák István; VMKT, Újvidék, 2006 (A Vajdasági Magyar Közművelődési Társaság kiskönyvtára. Sinkó Ervin kiadatlan művei)
- Egy regény regénye. Moszkvai naplójegyzetek, 1935–1937; sajtó alá rend., szöveggond. Bosnyák István, utószó Sükösd Mihály; Noran Libro, Bp., 2011

## Művei utóélete
Az Optimistákból Agitátorok címmel Magyar Dezső rendezett filmet 1969-ben.

### Lexikonok, adattárak
- Gerold László: Jugoszláviai magyar irodalmi lexikon (1918–2000). Újvidék, Forum Könyvkiadó, 2001
- Kalapis Zoltán: Életrajzi kalauz. Ezer magyar biográfia a délszláv országokból. Újvidék, Fórum Könyvkiadó, 2002
- Péterné Fehér Mária-Szabó Tamás-Székelyné Kőrösi Ilona: Kecskeméti életrajzi lexikon. Kecskemét, Kecskeméti Lapok Kft.-Kecskemét Monográfia Szerkesztősége, 1992 (Kecskeméti Füzetek, 4.)
- Váry István-Heltai Nándor: Kecskemét jelesei. Szerk. Heltai Nándor. Kecskemét, Kecskemét Város Tanácsa, 1968 (Aranyhomok Kiskönyvtár, 2.)
- Kortárs magyar írók 1945–1997. Bibliográfia és fotótár. Szerk. F. Almási Éva. Bp., Enciklopédia Kiadó, 1997, 2000
- Kortárs magyar írók kislexikona 1959–1988. Főszerk. Fazakas István. Bp., Magvető, 1989
- Nagy Csaba: A magyar emigráns irodalom lexikona. Bp., Argumentum Kiadó-Petőfi Irodalmi Múzeum és Kortárs Irodalmi Központ, 2000
- Magyar irodalmi lexikon. Főszerk. Benedek Marcell. Bp., Akadémiai Kiadó, 1963-1965
- Magyar Nagylexikon. Főszerk. Élesztős László (1-5. k.), Berényi Gábor (6. k.), Bárány Lászlóné (8-). Bp., Akadémiai Kiadó, 1993-
- Révai Új Lexikona. Főszerk. Kollega Tarsoly István. Szekszárd, Babits, 1996-
- Új magyar irodalmi lexikon. Főszerk. Péter László. Bp., Akadémiai Kiadó, 1994